# Gabriel Aresti
Gabriel Aresti Segurola, né le 14 octobre 1933 et mort le 5 juin 1975 à Bilbao, est un écrivain, poète et académicien basque de langue basque .

## Biographie
Il grandit dans un entourage hispanophone, et bien que son père parla basque avec ses grands-parents, le petit Gabriel ne l'acquit pas comme langue maternelle. Il commence à étudier le basque (Euskara) à l'âge de 14 ans et déjà à 21 ans, il contribue à l'écriture de certains ouvrages.
Ses débuts littéraires commencent avec une œuvre de caractère symbolique, Maldan Behera (Descente), en ce sens qu'elle observe l'influence de la pensée philosophique de Nietzsche et l'esthétique de T. S. Eliot. Cette première œuvre ne trouvant quasiment pas de critique, elle plongea Aresti dans une crise créative. À cette époque, il connut Blas de Otero, avec qui il partageait certaines inquiétudes artistiques et sociales, au salon de la Concordia, et cette rencontre a pu influer sur le tournant de sa carrière poétique.
Ses œuvres les plus importantes sont celles qui composent la série Harria (La pierre) : Harri eta herri (Pierre et Peuple, 1964), Euskal harria (La Pierre basque, 1968) et Harrizko herri hau (Ce peuple de pierre, 1971), liées notamment au courant du réalisme social, cependant la dernière œuvre qu'il écrivit fut Azken harria (La Dernière Pierre). Dans celles-ci, on voit apparaître la création d'un imaginaire individuel et collectif lié à l'histoire et à l'anthropologie basques, avec des symboles clés comme l'arbre (Zuhaitza), la maison (Etxea) ou la pierre (Harria), qu'il partage avec d'autres artistes basques comme Jorge Oteiza. Un de ses poèmes les plus connus s'appelle justement Nire aitaren etxea defendituko dut (La Maison de mon père je défendrai).
Il pratiqua tous les genres littéraires: poésie, nouvelle, conte et théâtre. Il fut très influencé par Bertolt Brecht et on le considéra comme l'un des pères du mouvement théâtral au Pays basque. Il fut un excellent traducteur vers le basque; parmi les œuvres traduites, on retrouve celles d'auteurs comme Federico García Lorca, T. S. Eliot ou Boccace. Une anecdote raconte que, durant une fouille de sa maison, la garde civile espagnole lui confisqua un manuscrit de la traduction d'Ulysse de James Joyce. Parmi ses disciples, on peut compter aussi les poètes Joseba Sarrionandia, Jon Juaristi et Bernardo Atxaga.
En tant que membre de l'Académie de la langue basque, il défendit activement la création d'un basque unifié, notamment au congrès d'Arantzazu, en soutenant le parler populaire face aux tendances puristes. Suivant cette idée, dans certains de ses poèmes, il dit qu'il écrit dans un euskara klarua, faisant montre d'un emprunt parlé du castillan. Il fonda la revue Lur (Terre), qui accueillit des nouveaux écrivains comme Ramón Saizarbitoria, Arantxa Urretabizkaia ou Xabier Lete. Il fut parolier pour des chanteurs comme Mikel Laboa ou le groupe de musique folk Oskorri. Polémiste acerbe, il a publié de nombreux articles dans des périodiques.